# لزبین فمینیسم

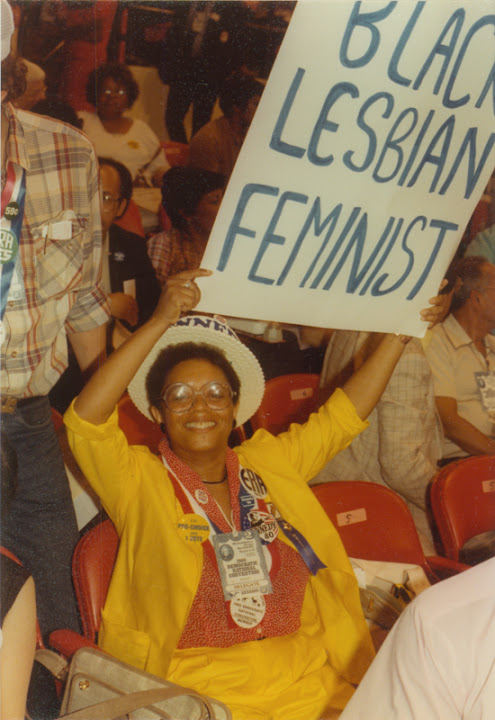
شخصی بنر «سیاه پوست لزبین فمینیست» را در یک گردهمایی در سال ۱۹۸۰ در نیویورک به دست گرفته است.

لزبین فمینیسم (به انگلیسی: Lesbian feminism) یک جنبش فرهنگی و دیدگاهی انتقادی است که بیشترین نفوذ را در دهه هفتاد و اوایل دهه هشتاد میلادی (در درجه اول در آمریکای شمالی و اروپای غربی) داشته‌است. این جنبش زنان را تشویق می‌کند که انرژی خود را به‌طور مستقیم به جای مردان، معطوف به دیگر زنان کنند و اغلب همجنسگرایی زنانه را به عنوان نتیجه منطقی فمینیسم تبلیغ می‌کند. برخی متفکران و فعالان این جنبش به شرح زیر هستند: شارلوت بانچ، ریتا مای براون، آدرین ریچ، آدری لرد، مریلین فرای، مری دالی، شیلا جفریز، باربارا اسمیت، پت پارکر، مارگارت اسوان هانتر، چریل کلارک، گلوریا آنزالدوا، چری موراگا و مونیک ویتیک (هرچند نفر آخر بیشتر با ظهور نظریه فراهنجار مرتبط است).
لزبین فمینیسم در اوایل دهه ۱۹۷۰ از نارضایتی حاصل از موج دوم فمینیسم و جنبش رهایی‌بخش همجنسگرایان به وجود آمد.
آنطور که لزبین فمینیست شیلا جفریز می‌گوید: «لزبین فمینیسم به عنوان نتیجه دو تحول پدید آمد: زنان همجنس‌گرا درون جنبش رهایی‌بخش زنان شروع به ساختن یک سیاست جدید و انحصارا مرتبط با لزبین فمینیسم کردند و از طرفی، زنان همجنس‌گرا جبهه‌ی رهایی‌بخش همجنسگرایان، آن جنبش را رها کردند تا به خواهرانشان در جنبش رهایی‌بخش زنان بپیوندند».
به گفتهٔ جودی ربیک که یک روزنامه‌نگار پیشرو کانادایی و فعال سیاسی برای فمینیسم است، همجنسگرایان زن همواره در قلب جنبش زنان بوده‌اند در حالی که مسائل خود آن‌ها در همان جنبش نامرئی بوده‌است.
لزبین فمینیسمِ رنگ، به عنوان پاسخی به تفکر لزبین فمینیسم شکل گرفت که موفق به شناخت مسائل طبقه و نژاد به عنوان منابع ظلم و ستم به همراه دگرجنسگرایی نشد.